# NGC 6699
NGC 6699 (другие обозначения — PGC 62512, ESO 183-21, AM 1847-572, IRAS18477-5722) — галактика в созвездии Павлин.
Этот объект входит в число перечисленных в оригинальной редакции «Нового общего каталога».